# 吉田篤弘
吉田 篤弘（よしだ あつひろ、1962年5月4日 - ）は、東京都出身の作家。妻の吉田浩美との共同名義クラフト・エヴィング商會としても活動し、著作およびデザインの仕事をしている。
2001年、クラフト・エヴィング商會の仕事として『稲垣足穂全集』『らくだこぶ書房21世紀古書目録』により第32回講談社出版文化賞ブックデザイン賞を受賞。2000年代からは単独名義の著作を多数発表し、ファンタジックなショートショートを得意としている。2009年に 『つむじ風食堂の夜』が映画化されている。

## 著作一覧

### 単行本
- フィンガーボウルの話のつづき（2001年、新潮社、ISBN 4104491012　2007年、新潮文庫、ISBN 9784101324517　2019年、平凡社、ISBN 9784582836004）
- つむじ風食堂の夜（2002年、筑摩書房、ISBN 4480803696　2005年、ちくま文庫、ISBN 9784480421746）
- 針がとぶ Goodbye Porkpie Hat（2003年、新潮社、ISBN 4104491020　2013年、中公文庫、ISBN 9784122058712）
- 百鼠（2005年、筑摩書房、ISBN 448080384X　2009年、ちくま文庫　ISBN 9784480426444）
- 78 ナナハチ（2005年、小学館、ISBN 4093861552　2009年、小学館文庫、ISBN 9784094083392）
- 十字路のあるところ（2005年、朝日新聞社、ISBN 4022500808）
  - （改題・加筆）水晶萬年筆（2010年、中公文庫、ISBN 9784122053397）
- 空ばかり見ていた（2006年、文藝春秋、ISBN 4163246207　2009年、文春文庫、ISBN 9784167753290）
- という、はなし（2006年、筑摩書房、ISBN 4480803955　2016年、ちくま文庫　ISBN 9784480434098）フジモトマサルとの共著
- それからはスープのことばかり考えて暮らした（2006年、暮しの手帖社、ISBN 4766001303　2009年、中公文庫、ISBN 9784122051980）
- 小さな男＊静かな声（2008年、マガジンハウス、ISBN 9784838719303　2011年、中公文庫、ISBN 9784122055643）
- 圏外へ（2009年、小学館、ISBN 9784093862547　2013年、小学館文庫、ISBN 9784094088250）
- パロール・ジュレと紙屑の都（2010年、角川書店、ISBN 9784048740432　
  - （改題）パロール・ジュレと魔法の冒険（2014年、角川文庫、ISBN 9784041012598）
- モナ・リザの背中（2011年、中央公論新社、ISBN 9784120042911　2010年、中公文庫、ISBN 9784122063501）
- 木挽町月光夜咄（2011年、筑摩書房、ISBN 9784480815118　2015年、ちくま文庫　ISBN 9784480432919）
- なにごともなく、晴天。（2013年、毎日新聞社、ISBN 9784620107936　2020年、平凡社、ISBN 9784582838534）
- イッタイゼンタイ（2013年、徳間書店、ISBN 9784198635954　2016年、徳間文庫、ISBN 9784198941383）
- つむじ風食堂と僕（2013年、ちくまプリマー新書、ISBN 9784480689023）
- ガリヴァーの帽子（2013年、文藝春秋、ISBN 9784163824703　2020年、文春文庫、ISBN 9784167753290）
- うかんむりのこども（2013年、新潮社、ISBN 9784104491032）
- 電氣ホテル（2014年、文藝春秋、ISBN 9784163901305）
- ソラシド（2015年、新潮社、ISBN 9784104491049　2021年、中公文庫、ISBN 9784122071193）
- レインコートを着た犬（2015年、中央公論新社、ISBN 9784120046728　2018年、中公文庫、ISBN 9784122065871）
- 電球交換士の憂鬱（2016年、徳間書店、ISBN 9784198640866　2018年、徳間文庫、ISBN 9784198943837）
- おるもすと（2016年、世田谷文学館）全国書誌番号:22739385
  - （再編集・一般書籍化）おるもすと（2018年、講談社、ISBN 9784065130346）
- 台所のラジオ（2016年、角川春樹事務所、ISBN 9784758412841　2017年、ハルキ文庫、ISBN 9784758441148）
- ブランケット・ブルームの星型乗車券（2017年、幻冬舎、ISBN 9784344030800　2021年、幻冬舎文庫、ISBN 9784344430839）
- 遠くの街に犬の吠える（2017年、筑摩書房、ISBN 9784480804716　2020年、ちくま文庫　ISBN 9784480436917）
- 京都で考えた（2017年、ミシマ社、ISBN 9784903908991）
- 金曜日の本（2017年、中央公論新社、ISBN 9784120050213　2020年、中公文庫、ISBN 9784122070097）
- 神様のいる街（2018年、夏葉社、ISBN 9784904816271）
- あること、ないこと（2018年、平凡社、ISBN 9784582837759）
- 雲と鉛筆（2018年、ちくまプリマー新書、ISBN 9784480683250）
- おやすみ、東京（2018年、角川春樹事務所、ISBN 9784758413251　2019年、ハルキ文庫、ISBN 9784758442916）
- 月とコーヒー（2019年、徳間書店、ISBN 9784198647728）
- チョコレート・ガール探偵譚（2019年、平凡社、ISBN 9784582282665）
- 天使も怪物も眠る夜（2019年、中央公論新社、ISBN 9784120052118　2022年、中公文庫、ISBN 9784122072886）
- 流星シネマ（2020年、角川春樹事務所、ISBN 9784758413497　2021年、ハルキ文庫、ISBN 9784758444248）
- 奇妙な星のおかしな街で（2020年、春陽堂書店、ISBN 9784394903710）
- ぐっどいゔにんぐ（平凡社、2020年。）ISBN 978-4-582-83852-7
- なにごともなく、晴天。（平凡社、2020年。）ISBN　978-4-582-83853-4
- それでも世界は回っている 1（2021年、徳間書店、ISBN 9784198652906）
- 屋根裏のチェリー（角川春樹事務所、2021年。ISBN 978-4-7584-1386-2　/ ハルキ文庫、2022年。ISBN　978-4-7584-4521-4）
- 物語のあるところ──月舟町ダイアローグ（2022年、ちくまプリマー新書、ISBN 9784480684271）
- それでも世界は回っている 2（2022年、徳間書店、ISBN 9784198654924）
- 中庭のオレンジ（2022年、中央公論新社、ISBN 9784120056109）
- 鯨オーケストラ（2023年、角川春樹事務所、ISBN 9784758414388 / ハルキ文庫、2024年。ISBN　978-4-7584-4642-6）
- 自選短篇アンソロジー：十字路のあるところ（2023年、田畑書店〈ポケットアンソロジー〉、ISBN 978-4-8038-0417-1）※一部書店にて販売[2]。
- 羽あるもの：夜伽一卷（2024年、平凡社、ISBN 9784582839487）
- それでも世界は回っている 3（徳間書店、2024年）ISBN　978-4-19-865780-2
- 十字路の探偵（春陽堂書店、2024年）ISBN　978-4-394-90489-2
- 月とコーヒー：デミタス（徳間書店、2025年）ISBN　978-4-19-865983-7
- ＃東京アパート（角川春樹事務所、2025年）ISBN　978-4-7584-1490-6

### アンソロジー
- 曇ったレンズの磨き方 (『極上掌編小説』(2006年 角川書店 ISBN 4048737325)、角川文庫『ひと粒の宇宙』(2009年 角川文庫化に際して改題 ISBN 4043854048)
- イヤリング（『本当のうそ』(2007年、講談社 ISBN 9784062144650）
- 梯子の上から世界は何度だって生まれ変わる（『変愛小説集 日本作家編』(2014年、講談社 ISBN 9784062190657）

## 放送作品一覧
- フィンガーボウルの話のつづき ミッドナイトポップライブラリー 朗読：八嶋智人 (2001年放送)
- つむじ風食堂の夜 FMシアター 出演：福本伸一 神野美紀 三谷昇 松田洋治 （2003年7月26日放送）
- 針がとぶ Goodbye Porkpie Hat ポップスライブラリー 朗読：片岡礼子 (2004年3月1日〜5日放送)

## 映画化作品
- つむじ風食堂の夜(2009年11月公開)
  - 　篠原哲雄監督、八嶋智人主演によって映画化。出演者は他に、生瀬勝久、月船さらら、下條アトム、田中要次、スネオヘアーら。北海道函館市の異国情緒漂う町並みを舞台に映画は繰り広げられる。
  - 『つむじ風食堂の夜』の舞台である架空の町「月舟町」に関しては、『それからはスープのことばかり考えて暮らした』が連載されていた暮しの手帖第4世紀22号（2006年6-7月号）で「番外編 月舟町へようこそ」と題して著者本人が寄稿し、月舟町の地図も記載されている。この月舟町は、著者が少年時代を過ごした、世田谷区赤堤がモデルとなっている[3]。